# Old Bailey
Old Bailey, anche conosciuto con il nome di Central Criminal Court, è un edificio nel centro di Londra che insieme ad altri ospita la Corte della Corona e il tribunale penale centrale di Londra, che giudica i principali casi criminali della Grande Londra e, in via eccezionale, di altre parti dell'Inghilterra. Sorge nel luogo nel quale si trovava la Prigione medievale di Newgate, in una strada denominata Old Bailey, che segue il percorso delle mura fortificate della City (dette bailey) e che ha dato il nome alla corte.
Si trova tra Holborn Circus e la Cattedrale di Saint Paul.

## Storia

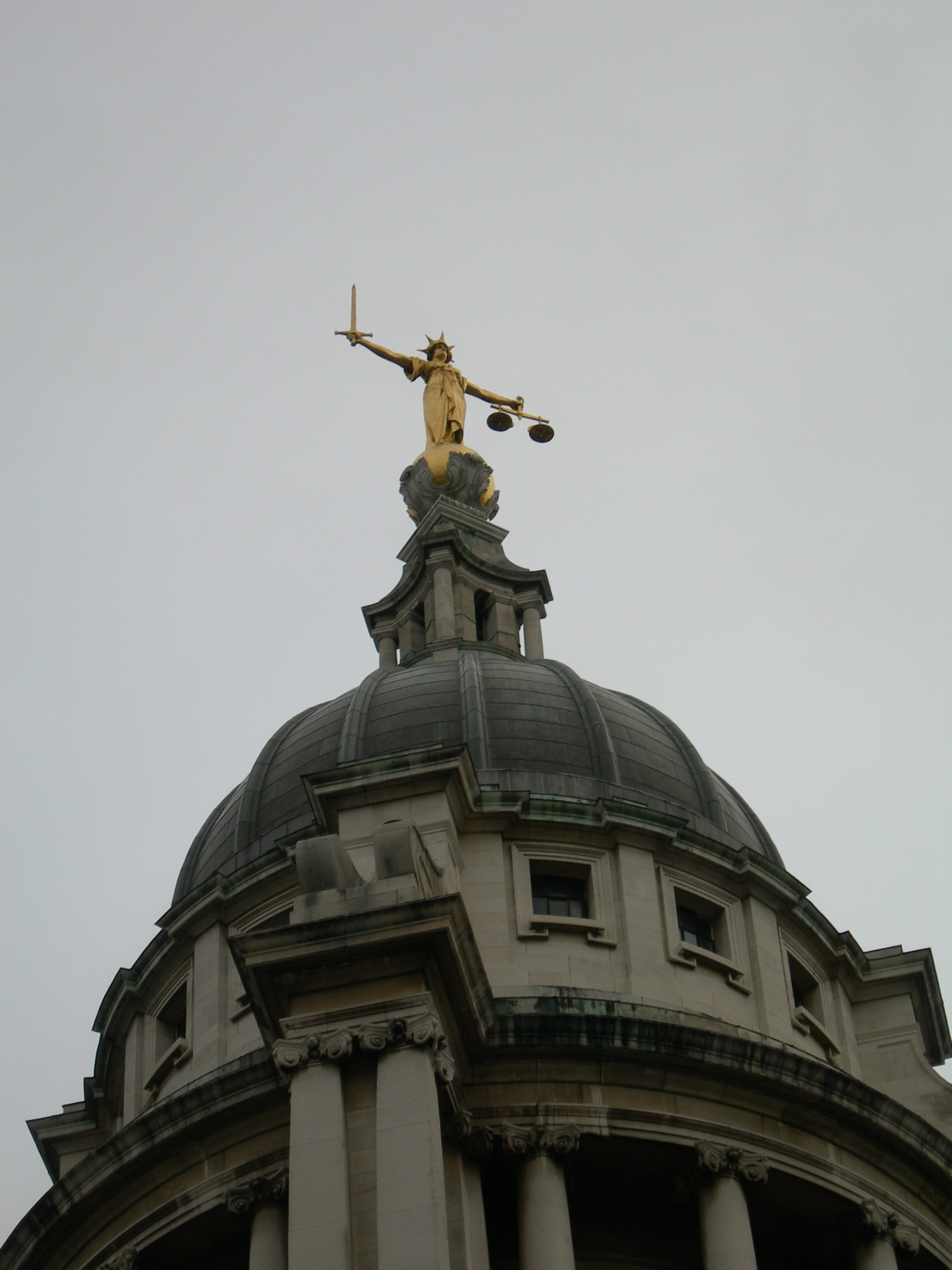
Cupola e statua della Giustizia dell'Old Bailey

La corte originale medioevale era situata presso le mura occidentali della City, ma venne distrutta dal grande incendio di Londra nel 1666. Venne ricostruita nel 1673, in un edificio a tre piani di tipo Open Air, per evitare che uno spazio chiuso aumentasse la propagazione di malattie come il tifo, che era diffuso tra i prigionieri.
Nel 1743 venne ristrutturata e fu nuovamente racchiusa la corte con le mura e venne costituito un passaggio per collegare la corte con la prigione di Newgate per facilitare il passaggio dei prigionieri. A causa della nuova struttura chiusa il pericolo di epidemie aumentò, e nel 1750 il tifo uccise sessanta persone.
Nel 1774 venne nuovamente ricostruita, con l'aggiunta di una seconda corte nel 1824. Nel 1834 venne chiamata Central Criminal Court ("Tribunale Penale Centrale") e venne estesa la sua giurisdizione.

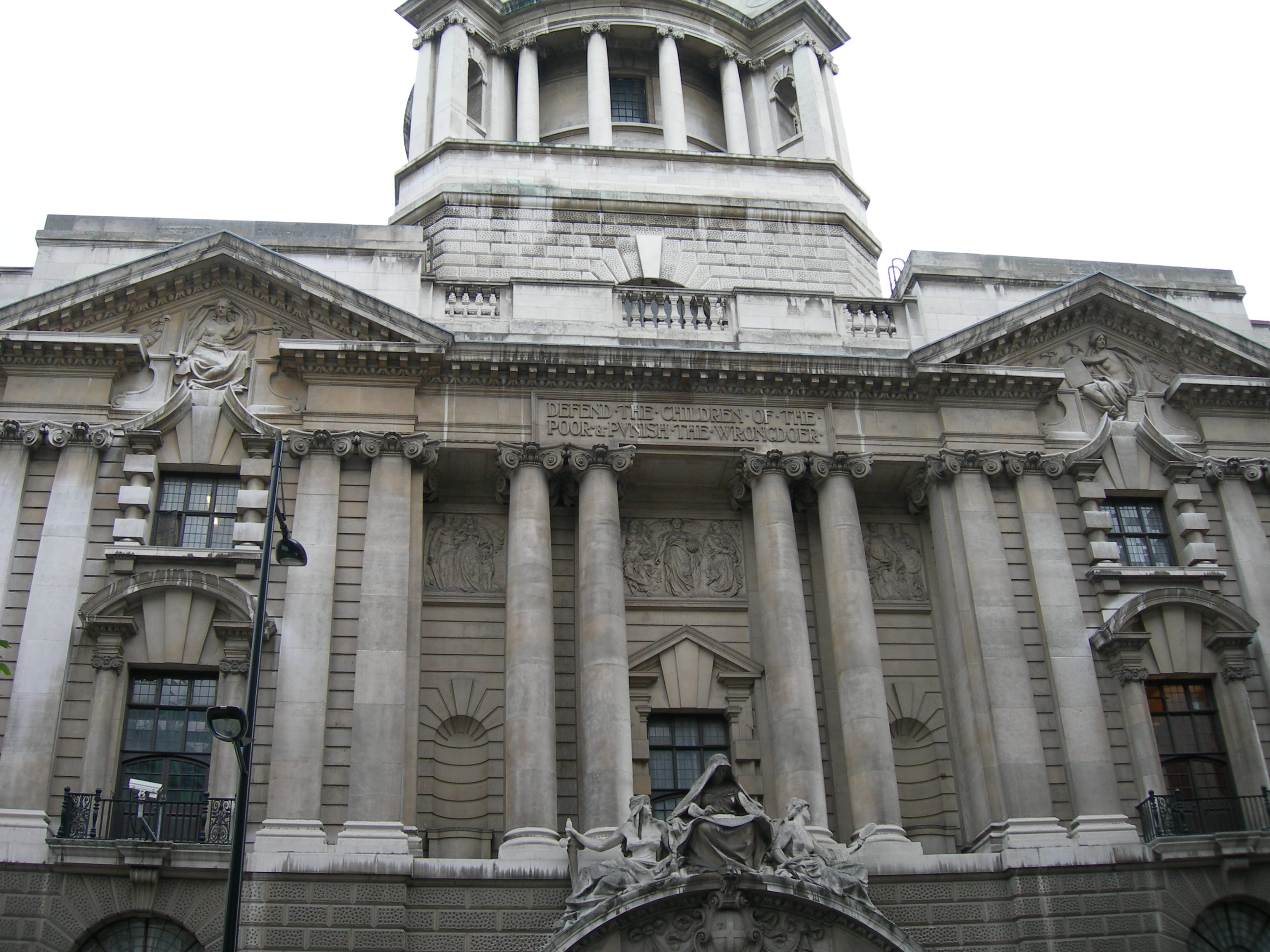
Defend the Children of the Poor & Punish the Wrongdoer

Inizialmente la corte si occupava solo dei crimini commessi nella capitale ma nel 1856, l'ostilità dell'opinione pubblica verso il dottor William Palmer, accusato di omicidio e avvelenamento, fece temere che nello Staffordshire, la sua contea, non potesse avvenire un processo equo. A causa di questo il Parlamento emanò il Central Criminal Court Act del 1856, che stabilisce che un reato commesso al di fuori del territorio di Londra può, se necessario, essere giudicato all'Old Bailey.
L'attuale edificio risale al 1902 (fu aperto ufficialmente il 27 febbraio 1907), e venne disegnato da E.W. Mountford. Costruito sul sito della prigione di Newgate, dopo che quest'ultima venne demolita per fare spazio alla Corte. Sopra l'ingresso principale vi è la seguente scritta:
Il palazzo venne personalmente inaugurato dal re Edoardo VII.
Sulla cupola che sormonta il tribunale è presente la statua della Giustizia, creata dallo scultore inglese Frederick Pomeroy. La statua raffigura la personificazione della Giustizia, ovvero una donna che tiene una spada nella mano destra e una bilancia nella mano sinistra (da notare che a differenza della personificazione comune, la donna non è bendata).
Durante la battaglia d'Inghilterra, nella Seconda guerra mondiale, l'Old Bailey venne bombardato e danneggiato gravemente. All'inizio degli anni '50 venne ricostruito e restaurato e nel 1952 venne nuovamente riaperto l'interno della Hall principale.
Dal 1968 al 1972 venne costruito il nuovo South Block, progettato dagli architetti Donald McMorran e George Whitby, contenente tribunali più moderni. La famosa facciata dell'edificio contiene il portone principale che attualmente non è utilizzato a causa degli attentati dell'IRA.
L'entrata principale dell'edificio viene utilizzata solo in occasione di visite del Lord Mayor (il sindaco) o dei monarchi. L'entrata normalmente utilizzata si trova sul lato sud.

## Giudici
I giudici dell'Old Bailey vengono chiamati con i titoli di "My Lord" o "My Lady", sia che si tratti di giudici dell'Alta Corte o di giudici circoscrizionali o di recorders. Il Lord Mayor of the City of London e l'aldermanno della City of London hanno la possibilità di seguire i processi sedendosi negli stessi scranni dei giudici, non potendo però partecipare al dibattito. Il giudice permanente più anziano viene nominato Recorder of London, ed il suo sostituto Common Serjeant of London.

## L'Old Bailey nella letteratura e al cinema
- Nel libro Racconto di due città di Charles Dickens, l'Old Bailey è il tribunale nel quale si svolge il processo del protagonista Charles Darnay.
- Nel film Testimone d'accusa (Titolo originale: Witness for the Prosecution) di Billy Wilder, il tribunale utilizzato per le riprese è l'Old Bailey.
- Nel romanzo Attentato alla corte d'Inghilterra (Titolo originale: Patriot Games) di Tom Clancy, il terrorista Sean Miller viene processato all'Old Bailey.
- Nel film di Hitchcock Il caso Paradine la scena del processo si svolge all'interno di Old Bailey, ricostruito per l'occasione ad Hollywood.
- V, il protagonista sia del fumetto che del film V per Vendetta, fa esplodere l'Old Bailey, come dimostrazione della mancanza di giustizia nel paese.
- La serie televisiva inglese Rumpole of the Bailey parla di un avvocato difensore che lavora all'Old Bailey.
- In Poirot a Styles Court, episodio della serie televisiva Poirot proprio all'Old Bailey si tiene il processo nei confronti di John Cavendish.